# Ahmed Kendouci
Ahmed Kendouci (Ghriss, 22 de junio de 1999) es un futbolista argelino que juega en la demarcación de centrocampista para el F. C. Lugano de la Superliga de Suiza.

## Selección nacional
Hizo su debut con la selección de fútbol de Argelia en un partido del Campeonato Africano de Naciones de 2022 contra Libia que finalizó con un resultado de 1-0 a favor del combinado argelino tras el gol de Aymen Mahious.

## Clubes
| Club                              | País    | Año       | Partidos | Goles |
| --------------------------------- | ------- | --------- | -------- | ----- |
| ES Sétif                          | Argelia | 2018-2023 | 120      | 30    |
| Al-Ahly                           | Egipto  | 2023      | 21       | 2     |
| Ceramica Cleopatra F. C. (cedido) | Egipto  | 2023-2025 | 58       | 15    |
| F. C. Lugano                      | Suiza   | 2025-     |          |       |